# Chiesa di San Giorgio Martire (Castellucchio)
La chiesa di San Giorgio Martire è la parrocchiale di Castellucchio, in provincia e diocesi di Mantova; fa parte del vicariato foraneo Santa Famiglia di Nazareth.

## Storia
Da un documento del 1045 si apprende che Castellucchio era sede di un'importante pieve. Si sa che, all'inizio del Seicento, il vicariato foraneo di Castellucchio comprendeva in totale cinque parrocchie. Nel 1733 fu demolita l'antica pieve medievale e iniziarono i lavori di costruzione dell'attuale parrocchiale, terminata nel 1757. In quello stesso anno, però, la volta dell'edificio crollò uccidendo diversi parrocchiani; venne rifatta nel 1760. Verso la fine del XVIII secolo la chiesa mostrava alcuni problemi strutturali: il tetto fu ricostruito e terminato nel 1794. L'anno successivo fu realizzata la facciata, progettata da Giuseppe Creola. Il vicariato di Castellucchio venne aggregato a quello di Marcaria nella prima metà dell'Ottocento, all'inizio del Novecento fu ricostituito, per poi essere definitivamente soppresso nel 1967. Infine, tra il 2013 ed il 2014 la chiesa venne completamente ristrutturata.